# بوي نيكست دور
بوي نيكست دور (بالإنجليزية: BoyNextDoor) (الكورية: 보이넥스트도어) هي فرقة فتيان كورية جنوبية شكلتها كوز إنترتيمنت . تتكون الفرقه من ستة أعضاء: سنغهو و ريووو و جيهيون و تيسان و ليهان و وونهاك. ظهرت الفرقه لأول مرة في 30 مايو 2023 بألبوم منفرد Who! .

## التاريخ

### 2019-2023: التكوين والمقدمة
في عام 2019 ، أسس المنتج ومغني الراب زيكو شركة كوز إنترتيمنت كإحدى الشركات التابعة لشركة Hybe Corporation .  اجتاز العضوان سنغهو و ريوو اختباراتهما للوكالة في سبتمبر 2021. 
في عام 2022 ، أكد زيكو أن الشركة بصدد إنتاج فرقة فتيان، يعمل هو بنفسه كمنتج لها.  وصرح في مقابلة على سلسلة الويب Turkiyes on the Block أنه "سوف يكسر الصيغة المتوقعة" فيما يتعلق بالفرقة . 
في 16 أبريل 2023 ، أعلنت الشركة عن تشكيل أول فرقة فتيان لها ، تدعى BoyNextDoor ، من خلال إصدار "شعار متحرك" على موقع يوتيوب .  وأوضحوا أن اسم المجموعة يوحي بأن الفرقة الموسيقية "ستكون ودودة ومقبولة ، مثل الأولاد الذين يعيشون في الجوار ".  في الشهر التالي ، في 14 مايو ، أصدرت الشركة سلسلة من الصور تصور كل عضو على منصات التواصل الاجتماعي الخاصة بالمجموعة.  تلقت الفرقه ترويجات واسعة النطاق في الفترة التي سبقت ترسيمها. 

## أعضاء

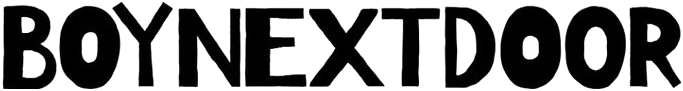
شعار فرقة بوي نيكست دور

- سنغهو (الكورية: 성호)
- ريووو (الكورية: 리우)
- جيهيون (الكورية: 명재현) - القائد [9]
- تيسان (الكورية: 태산)
- ليهان (الكورية: 이한)
- وونهاك (الكورية: 운학)

## روابط خارجية
- الموقع الرسمي